# Пјан ди Спино (Форли-Чезена)
Пјан ди Спино (итал. Pian di Spino) је насеље у Италији у округу Форли-Чезена, региону Емилија-Ромања.
Према процени из 2011. у насељу је живело 7 становника. Насеље се налази на надморској висини од 120 м.